# Giróscopo láser de anillo

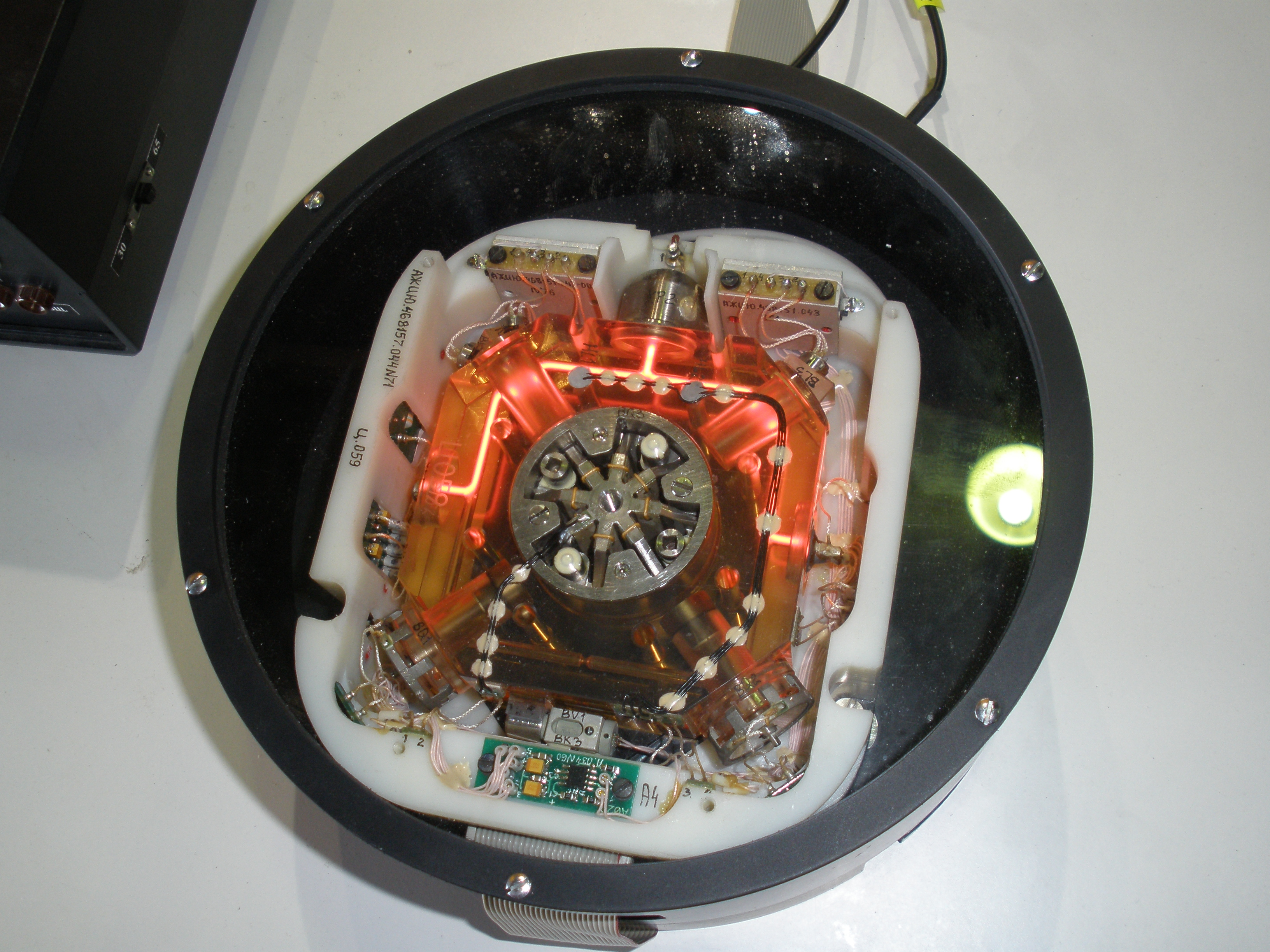
Giroscopio láser de anillo.

Un giróscopo láser de anillo (en inglés, ring laser gyroscope, RLG ) consta de un anillo donde un láser con dos modos de propagación cuantificables lo recorren para detectar su rotación. Opera aprovechando el principio del efecto de Sagnac, según el cual el estado interno del patrón ondulatorio del láser se modifica en respuesta a la rotación angular del anillo. La interferencia entre los dos rayos cuantificables que se propagan en el interior del anillo, observada externamente, refleja los cambios en el estado de su patrón ondulatorio, y por lo tanto, su rotación. Mediante giróscopos láseres se puede medir incluso la rotación terrestre.

## Descripción
El primer anillo giroscopio láser experimental fue mostrado en los EE. UU. por Macek y Davis en 1963. Compañías de todo el mundo desarrollaron posteriormente la tecnología del anillo láser perfeccionándolo. Muchas decenas de miles de anillos operan en sistemas de navegación inercial, estableciendo una alta exactitud y fiabilidad (con una incertidumbre de 0.01°/hora, y con un tiempo entre fallos por encima de las 60.000 horas).

Representación esquemática de la disposición de un láser de anillo. En la ubicación de muestreo de los rayos, una fracción de cada rayo cuantificable sale de la cavidad láser.

Los giróscopos láser de anillo pueden ser utilizados como elementos estables (con un grado de libertad cada uno) en un sistema de referencia inercial. La ventaja de utilizarlos es que no hay partes móviles (excepto el pequeño motor necesario para evitar el bloqueo del láser como se señala más adelante), comparado con el giroscopio rotatorio convencional. Esto significa que no hay ninguna fricción, lo que evita los problemas de deriva inherentes a los sistemas mecánicos. Además, el dispositivo es compacto, ligero y virtualmente indestructible, haciéndolo muy apropiado para su uso en aeronaves. A diferencia de un giroscopio mecánico, el dispositivo no resiste cambios en su orientación: para funcionar correctamente, el dispositivo debe mantenerse de forma que el plano del anillo coincida sensiblemente con el del tipo de giro que se quiera medir (deriva, inclinación o alabeo).
(Ver ángulos de navegación)
Aplicaciones contemporáneas del giroscopio de anillo láser (RLG) incluyen la capacidad de sincronizarse con un GPS para mejorar los Sistemas de Navegación Inercial en aeronaves militares, aviones comerciales, barcos y naves espaciales. Estos sistemas híbridos INS/GPS han reemplazado a sus homólogos mecánicos en más aplicaciones. Sin embargo, en aplicaciones en las que se requiere un grado de exactitud extremo, se siguen utilizando los giróscopos basados en dispositivos mecánicos.

## Principio de funcionamiento
Un cierto índice de rotación induce una diferencia pequeña entre el tiempo que utiliza la luz en recorrer el anillo en las dos direcciones opuestas de acuerdo con el efecto Sagnac. Esto introduce una separación minúscula entre las frecuencias de los rayos de propagación cuantificable, un desplazamiento respecto al estado estacionario del patrón ondulatorio dentro del anillo, y por lo tanto aparece un patrón de pulsación cuando los dos rayos se interfieren fuera del anillo. Por lo tanto, el cambio neto de este patrón de interferencia, sigue la rotación del dispositivo en el plano del anillo.
Estos dispositivos,  teóricamente más precisos que los giroscopios mecánicos, sin embargo adolecen de un defecto conocido, cuando se pueden bloquear (problema de "lock-in") cuando giran muy lentamente. Cuándo el anillo del láser prácticamente no gira, las frecuencias de los dos modos láser que se propagan en su interior son casi idénticas. En este caso, puede darse un fenómeno de realimentación entre ambos rayos, de modo que las ondas se quedan "enganchadas" en una fase determinada, cerrando la frecuencia de cada rayo a la del otro la respuesta a una rotación gradual.
Forzar una pequeña distorsión en el sistema puede evitar gran parte de este problema. La cavidad láser del anillo es rotada alternativamente en el sentido de las agujas del reloj y en el sentido contrario sobre su eje axial, utilizando un resorte mecánico que funciona en su frecuencia de resonancia. Esto asegura que la velocidad angular del sistema normalmente está lejos del umbral de bloqueo.  Los índices típicos son de 400 Hz, con una velocidad máxima de oscilación de 1 segundo de arco por segundo. Esta solución no resuelve el problema del bloqueo completamente, dado que cada vez que la dirección de rotación se invierte, existe un corto intervalo de tiempo en el que el índice de rotación se anula, pudiendo producirse el bloqueo en estos instantes. Si se mantiene una frecuencia pura de oscilación, estos pequeños intervalos de bloqueo se pueden acumular. Esto se ha solucionado añadiendo "ruido"  a la vibración de 400 Hz.

## Giróscopo de fibra óptica
Un dispositivo relacionado es el giroscopio de fibra óptica, que también opera basado en el efecto Sagnac, pero en el que el anillo no es una parte del láser. Por el contrario, un láser externo inyecta los dos rayos a un anillo de fibra óptica, y la rotación del sistema entonces causa un cambio de fase relativo entre los dos rayos (cuando se interfieren después de su paso a través del anillo de fibra) proporcional al índice de rotación. Este procedimiento es menos sensible que el anillo, en el que el cambio de fase observado es proporcional a la rotación acumulada en él, no a su cambio instantáneo. Aun así, la sensibilidad del giróscopo de fibra se puede mejorar utilizando una fibra óptica de gran longitud (enrollándola para hacerla más compacta), en la que además el efecto de Sagnac se multiplica en función del número de vueltas.

## Medición de la rotación terrestre
Mediante giróscopos láseres se puede medir la rotación terrestre. El láser que gira en la misma dirección de la Tierra "lo hará con una velocidad angular total ligeramente mayor que el que lo hace en sentido opuesto y, en consecuencia, también alcanzará un punto equidistante ligeramente antes. Y ese pequeño desfase entre ambos rayos de luz genera un patrón de interferencia cuyo análisis permite determinar la velocidad de rotación terrestre".

## Ejemplos de aplicaciones del giróscopo láser de anillo
- Airbus A320[10]
- Agni III[11] y Agni-IV[12]
- Agni-V[13]
- ASM-135 US misil antisatélite.
- Boeing 757-200.
- Boeing 777[14]
- B-52H con modernización AMI.[15]
- EF-111 Raven
- F-15E Strike Eagle
- F-16 Fighting Falcon
- HAL Tejas
- MC-130E Combat Talon I y MC-130H Combat Talon II
- MQ-1C Warrior
- MK39 Ship's Internal Navigation System usado en buques de superficie y submarinos de la OTAN[16]
- P3 Orion (modernizado)
- Shaurya misil.[17]
- MH-60R, MH-60S, SH60F y SH60B helicópteros Seahawk
- Sukhoi Su-30MKI
- Trident I y Trident II misiles
- PARALIGN Usado para alineación de rodadura
- Estación Espacial Internacional
- McDonnell Douglas MD-11